# Монтефалконе (Ријети)
Монтефалконе је насеље у Италији у округу Ријети, региону Лацио.
Према процени из 2011. у насељу је живело 135 становника. Насеље се налази на надморској висини од 525 м.